# 尾上幸三郎
尾上 幸三郎（おのえ こうさぶろう、1882年1月11日 - 1947年1月4日）は、歌舞伎役者。本名：鈴木 僖重（すずき きじゅう）

## 略歴・人物
1882年（明治15年）1月11日鈴木喜右エ門（江戸時代から有名な日本橋・料亭小倉亭～[江戸時代：本所小梅小倉庵]どちらも震災大火のため焼落）の長男として東京市京橋区中橋和泉町1番地に生まれる（現在の中央区築地2丁目）。
六代目尾上菊五郎を師匠とし、尾上家の舞台では番頭もしていた。舞台では玉乗りを得意としていた。
幼い頃から歌舞伎座が身近にあったことから歌舞伎の世界に憧れる。当時銀座にあった料亭三浦（現在「新三浦」とし築地に移転）にて菊五郎と話し合い、菊五郎の元で歌舞伎を演じたい僖重と、番頭を欲しがっていた菊五郎の希望が合致し、菊五郎の初めての付き人になった。身の回りの世話、舞台での衣装や番頭の仕事を細目にこなし、初舞台も菊五郎の元にて素晴らしい舞台になった。 
1891年9月29日（朝日新聞） 尾上幸三郎・中村玉之助・市川鯉之助の一座は越後の新潟へ買われ出稼ぎに出かけた。
1922年11月27日（読売新聞）『古典な味』として「生贄」の舞台を演じ、栄三郎・男女蔵・富之助と共に幸三郎も期待に背かない立派な成績を挙げていると紹介される。
1930年3月1日（読売新聞）『菊門下七名優志会脱退（師匠への気兼ねからか）』と、市川男女蔵・市川國右衛門・尾上三郎・市川瀧三郎・尾上菊右衛門・尾上多賀助と共に尾上幸三郎含む7名は優志会に1930年2月26日脱退届を提出した。
1931年（昭和6年）、福島県郡山市から町の復興のために歌舞伎の振り付けを依頼され協力。名称『柳橋歌舞伎』となる。
1943年（昭和18年）先妻や後妻の千代との間の子供に恵まれなかったため、甥の五月女十九三（さおとめとくぞう。鈴木家から伯母の五月女家に養子に行った実の弟、三男の三三（さんぞう）の十人目の末っ子の七男）当時7歳を後継者として養子に迎え、後継者お披露目会を行なった。
しかし、日頃から喘息もちだった幸三郎は病状が悪化し1947年（昭和22年）1月4日に死去。享年64。
生前は歌舞伎座の前の晴海通り500ｍ先、築地本願寺に隣接した屋敷に住んでいた。
2011年11月文京区・還国寺から葛飾区・聞明寺へ墓を移転、十九三と共に永眠。